# Лопбурі
Лопбурі (тай. ลพบุรี) — місто в Таїланді, центр однойменної провінції. Місто розташоване на відстані 150 км на північний схід від Бангкока.

## Історія
Місто було засноване до VII століття як поселення монів, його історія простежується до періоду Двараваті, пізніше місто було відоме як Лаво.
Коли Кхмерська імперія в X столітті зайняла місто, були знищені всі будівлі, і тому залишилися тільки руїни храмів кхмерского періоду. Кхмери посадили в Лопурі віце-короля.
У XIII столітті король Рамакхамхаенг приєднав Лопбурі до королівства Сукхотай.
Місто увійшло в тайські королівства під час правління короля Нарайя Великого в королівстві Аюттхая в середині XVII століття Лопбурі вважався другою столицею, у літньому палаці король Нарай перебував вісім місяців в році.
Зараз місто знамените своїми мавпами. Навколо кхмерского храму Пранг Сам йот і кхмерської кумирні Сарн Пра Карн збираються сотні макак-крабоїдів. У листопаді під час свята мавп їх годують жителі міста. Мавпи не бояться людей і крадуть їжу у жителів міста і туристів. У путівниках туристів попереджають, що мавпи крадуть пакети, фотоапарати і кінокамери.
Храми і кумирні були індуїстськими і присвячувалися трійці Тримурті (Брахма, Вішну, Шива). Пізніше храми стали буддійськими.

## Пам'ятки
Палац короля Нарая — XVII—XIX століть, площа комплексу — 7 га.
Статуя короля Нарая.
Ват Махатхат — храм, що існував ще до кхмерів.
Пранг Сам Йод («Храм з трьома вежами») — кхмерского часу, XI століття, добудований королем Нарайєм

## Клімат
Лопбурі лежить в зоні тропічного клімату саван. Це різновид тропічного клімату, для якої є яскраво виражена сезонність — суха зима і дощове літо. У класифікації кліматів Кеппена для нього відповідають літери (Aw).
Зима тут дуже тепла і суха, температура поступово підвищується і в квітні досягає максимуму — близько 36,8 градусів за Цельсієм. Сезон дощів починається в травні і триває до жовтня, вдень температура трохи знижується, однак ночі залишаються теплими.